# Taquara (Rio Grande do Sul)
Taquara é um município da Região Metropolitana de Porto Alegre, no estado do Rio Grande do Sul, no Brasil. É um município de colonização predominantemente alemã localizada na Encosta Inferior do Nordeste.

## História
Até a chegada dos primeiros europeus à região, no século XVI, o local era habitada pelos índios carijós. O território de Taquara fez parte da sesmaria concedida em 1814 a Antônio Borges de Almeida Leães, que foi vendida em 20 de junho de 1845 para Tristão José Monteiro e Jorge Eggers. No ano seguinte, em 4 de setembro de 1846, o território passou a ser propriedade exclusiva de Tristão Monteiro, quando iniciou-se o processo de colonização alemã e outras etnias, através da Colônia de Santa Maria do Mundo Novo, formada pelas famílias:
- Família Ritter (alemã)
- Família Lahm (alemã)
- Família Schirmer (alemã)
- Família Krummenauer (alemã)
- Família Schäfer (alemã)
- Família Klein (alemã)
- Família Lambert (alemã)
- Família Laux (alemã)
- Família Jacoboski (polonesa)
- Família Raimondo (italiana)
- Família Fischer (alemã)
- Família Petry (alemã)
- Família Korndörfer (alemã)

A colônia dividia-se em três seções: Baixa Santa Maria (hoje Taquara), Média Santa Maria (hoje Igrejinha) e Alta Santa Maria (hoje Três Coroas). Foi na Média Santa Maria que Tristão Monteiro construiu a primeira casa de alvenaria do vale, a chamada "Casa de Pedra". Esta casa foi construída para instalar a capatazia e o armazém de abastecimento dos primeiros colonos e do pessoal que procedia a medição das terras do vale.
Em 24 de setembro de 1880 foi instalada a 1º Comarca de Taquara. O município surgiu com a Lei Provincial 1.568, de 17 de abril de 1886. A emancipação de Taquara sucedeu em 17 de abril de 1886, com o nome de Taquara do Mundo Novo. Mais tarde, através do Decreto Estadual 1.404, de 10 de dezembro de 1908, a vila de Taquara recebeu o título de cidade.
A história de Taquara se encontra também nos prédios antigos, como a sede da Câmara da Indústria, Comércio, Serviços e Agropecuária do Vale do Paranhana e o Clube Comercial, que são exemplos da beleza arquitetônica encontrada em muitos prédios situados na área central da cidade. Destaca-se, ainda, o Palácio Municipal Coronel Diniz Martins Rangel, de construção neoclássica, que data do início do século XX, além dos templos das Igrejas Católica e Protestante que estão situados frente a frente na rua principal da cidade.
No interior, ainda existem exemplos de edificações na técnica do enxaimel, trazida pelos imigrantes alemães, principalmente nas localidades de Tucanos, Rio da Ilha e Padilha.

## Geografia
Localiza-se a 29º39'02" de latitude sul e 50º46'50" de longitude oeste, a uma altitude de 57 metros. Sua população em 2007 era de 53 428 habitantes. Possui uma área de 457 km².
O município de Taquara está localizado na Encosta Inferior da Serra e dista 72 quilômetros de Porto Alegre; 40 km de Gramado; 48 Km de Canela; 40 km de São Francisco de Paula; 36 km de Novo Hamburgo e 89 km de Tramandaí, o que ocasiona um clima subtropical com inverno rigoroso. Também possui, como uma de suas principais características, a privilegiada localização geográfica: o município é ponto de ligação entre importantes regiões do Rio Grande do Sul, como a Serra Gaúcha, Litoral, Região Metropolitana e Vale do Sinos.

## Infraestrutura

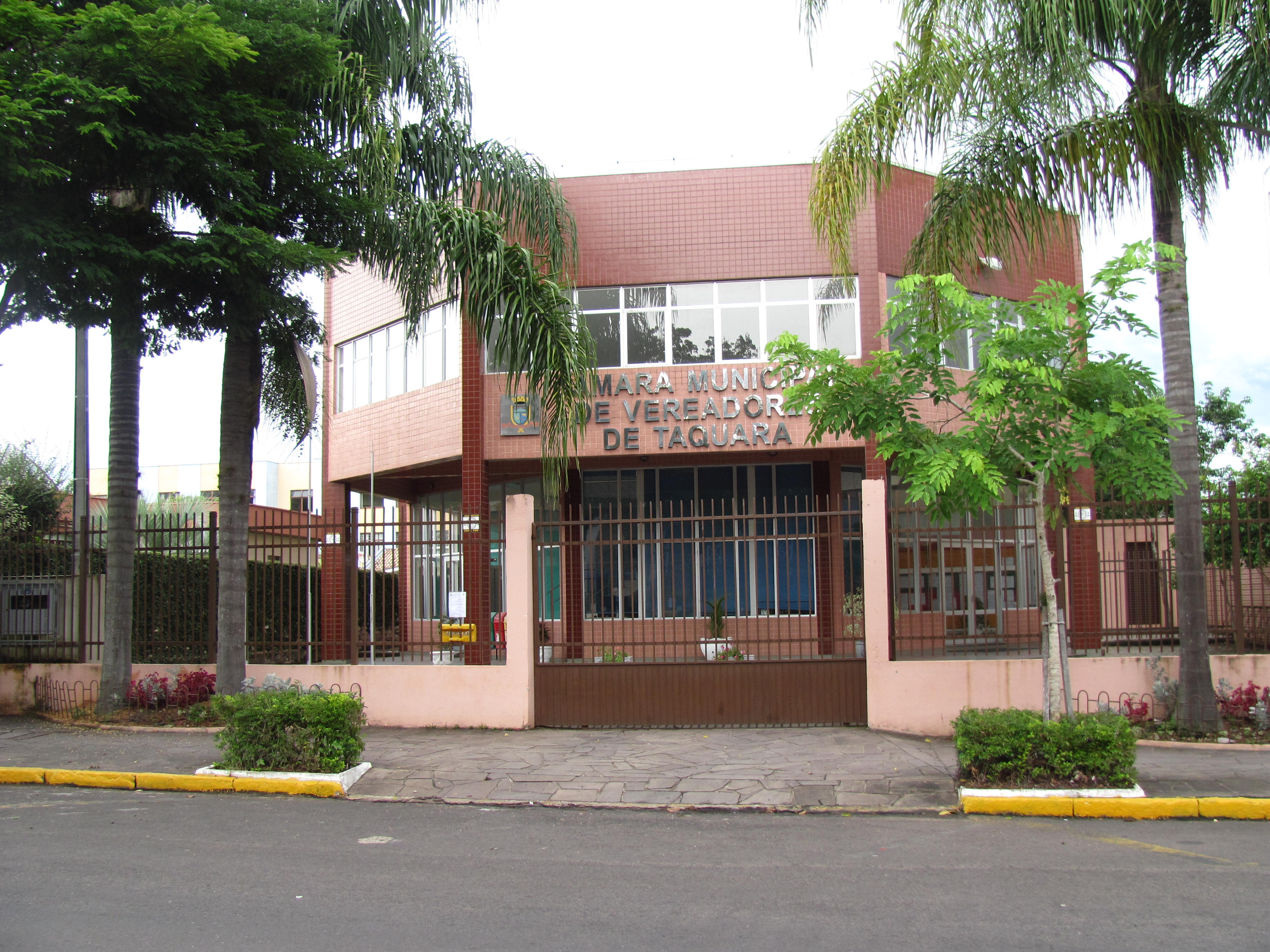
Câmara Municipal de Taquara, sede do legislativo.

### Educação
Taquara conta com uma rede de 44 escolas públicas municipais, 12 escolas públicas estaduais e 9 escolas particulares. O ensino superior é atendido pelas Faculdades Integradas de Taquara (FACCAT), que até 2017, contava com 19 cursos de graduação. Também tem a Escola Técnica Estadual Monteiro Lobato - CIMOL - Centro de Referência Profissional (antigo Colégio Industrial Monteiro Lobato),

### Saúde
O município possui, entre postos de saúde e clínicas, 34 estabelecimentos de saúde. A prefeitura municipal mantém 14 postos de saúde localizados em diversos bairros e distritos.
Taquara já possuiu três hospitais sendo eles o Hospital Sagrada Família, o Hospital Faiock e o Hospital de Caridade. Devido a problemas técnicos e financeiros estes hospitais foram sendo gradativamente fechados, sendo que o último foi o Hospital de Caridade, interditado pelo Conselho Regional de Medicina em 24 de junho de 2008.

### Segurança
A cidade possui uma delegacia de polícia, com um contingente de onze investigadores e um delegado, e um quartel do 1º Batalhão de Policiamento em Áreas Turísticas da Brigada Militar, com um contingente de 51 soldados.